# Aranda de Moncayo
Aranda de Moncayo é um município da Espanha na província de Saragoça, comunidade autónoma de Aragão. Tem 92,2 km² de área e em 2021 tinha 140 habitantes (densidade: 1,5 hab./km²).

## Demografia
| Variação demográfica do município entre 1991 e 2004 | Variação demográfica do município entre 1991 e 2004 | Variação demográfica do município entre 1991 e 2004 | Variação demográfica do município entre 1991 e 2004 |
| --------------------------------------------------- | --------------------------------------------------- | --------------------------------------------------- | --------------------------------------------------- |
| 1991                                                | 1996                                                | 2001                                                | 2004                                                |
| 266                                                 | 254                                                 | 229                                                 | 220                                                 |